# Sadove, Bobrîneț
Sadove (în ucraineană Садове) este un sat în comuna Cervona Dolîna din raionul Bobrîneț, regiunea Kirovohrad, Ucraina.

## Demografie
Componența lingvistică a localității Sadove
     Ucraineană (95,65%)
Conform recensământului din 2001, majoritatea populației localității Sadove era vorbitoare de ucraineană (95,65%), existând în minoritate și vorbitori de alte limbi.